# 奧萊尼夫卡 (基輔州)
50°7′4″N 30°7′44″E / 50.11778°N 30.12889°E

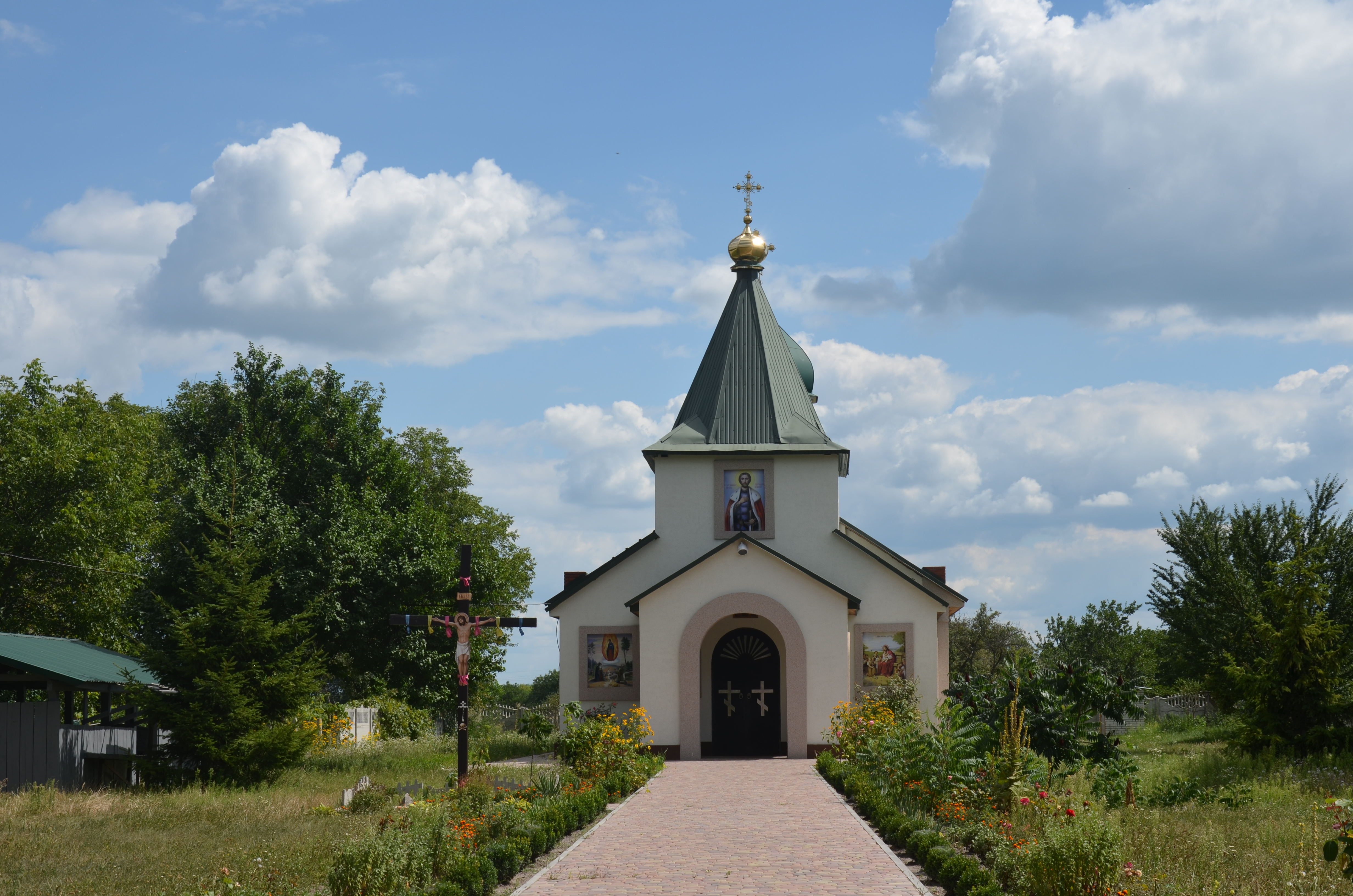
教堂

奧萊尼夫卡（烏克蘭語：Оленівка）是位於烏克蘭北部的村莊，由基辅州法斯蒂夫區的法斯蒂夫市鎮負責管轄。該村始建於1627年，面積2.87平方公里，海拔高度165米，2001年人口675，人口密度每平方公里235.2人。